# ВК Егер
ВК Егер (мађ. Egri Vízilabda Klub) је мађарски ватерполо клуб из Егера. Тренутно се такмичи у Првој лиги Мађарске.
Клуб је основан 1910. године. Боје клуба су плава и жута. Егер је освојио три титуле у националном првенству, док је четири пута био вицепрвак, а такође је освојио и три трофеја Купа Мађарске. У европским такмичењима најбољи резултат је финале ЛЕН Трофеја у сезони 2007/08., када је у финалу поражен од руског Штурма.

## Успеси

### Национални
- Прва лига Мађарске:

Првак (3) : 2011, 2013, 2014.
Друго место (4) : 2008, 2009, 2010, 2012.
- Куп Мађарске:

Освајач (4) : 1972, 2007, 2008, 2015.
Финалиста (5) : 1970, 2004, 2005, 2009, 2010.

### Међународни
- ЛЕН Трофеј:

Финалиста (1) : 2008.